# 협정 세계시
협정 세계시(協定世界時, 영어: Coordinated Universal Time/Universal Time Coordinated, UTC)는 1972년 1월 1일부터 시행된 국제 표준시이며, 1970년 1월 1일 자정을 0 밀리초로 설정하여 기준을 삼아 그 후로 시간의 흐름을 밀리초로 계산한다. UTC는 국제원자시와 윤초 보정을 기반으로 표준화되었다.
UTC는 그리니치 평균시(GMT)에 기반하므로 GMT로도 불리기도 하는데, UTC와 GMT는 초의 소숫점 단위에서만 차이가 나기 때문에 일상에서는 혼용된다. 기술적인 표기에서는 UTC가 사용된다.

## 약자
국제 전기 통신 연합은 협정 세계시에 대한 통일된 약자를 원했다. 그런데 영어권의 사람들과 프랑스어권의 사람들은 각각 자신의 언어로 된 약자인 CUT(Coordinated Universal Time)와 TUC(프랑스어: Temps Universel Coordonné)를 사용하길 원했다. 이 분쟁은 결국 두 언어 모두 C, T, U로 구성되어 있다는 것에 착안하여 UTC라는 약어를 탄생시켰다. UTC는 또한, 세계시(UT)와 그 변형 약어들("UT0", "UT1", "UT1R" 등)과 일관성을 유지할 수 있는 약어이기도 했다.
"UTC"는 보통 "Universal Time Code"이나 "Universal Time Coordination"의 약자라 알려지기도 하는데 이는 잘못된 사실이다.

## 표기
협정 세계시는 그레고리력의 표기를 따른다. 율리우스일을 함께 사용하기도 한다. 1일은 24시간으로 나뉘며, 1시간은 60분으로 나뉜다. 1분은 60초로 나뉘는 것이 보통이나 약간은 가변적이다. 협정 세계시의 하루는 보통 86,400 SI 초이다. 그러나 지구의 자전 주기가 일정하지 않기 때문에 세계시 UT1과 0.9초의 차이가 생길 때 협정 세계시에서는 하루의 마지막 1분을 59초나 61초로 해서 이 차이를 수정한다. 이렇게 수정되는 초를 윤초(閏秒)라 한다.

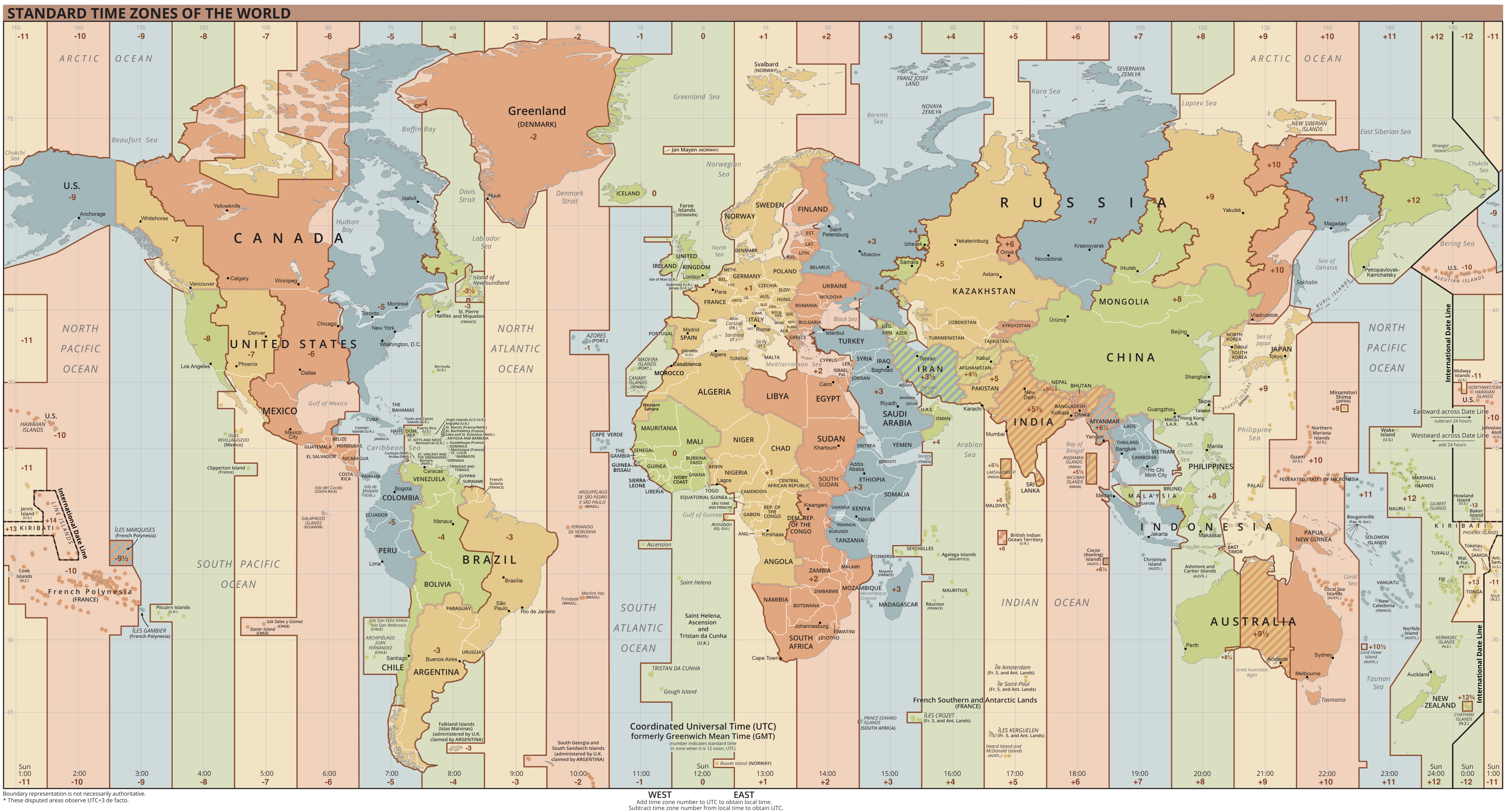
협정세계시 지도

## 같이 보기
- 역표시
- ISO 8601
- 지구시
- 세계시
- 시간대

## 참고 자료
- MDN
- UTC